# Torre de Cap i Corb

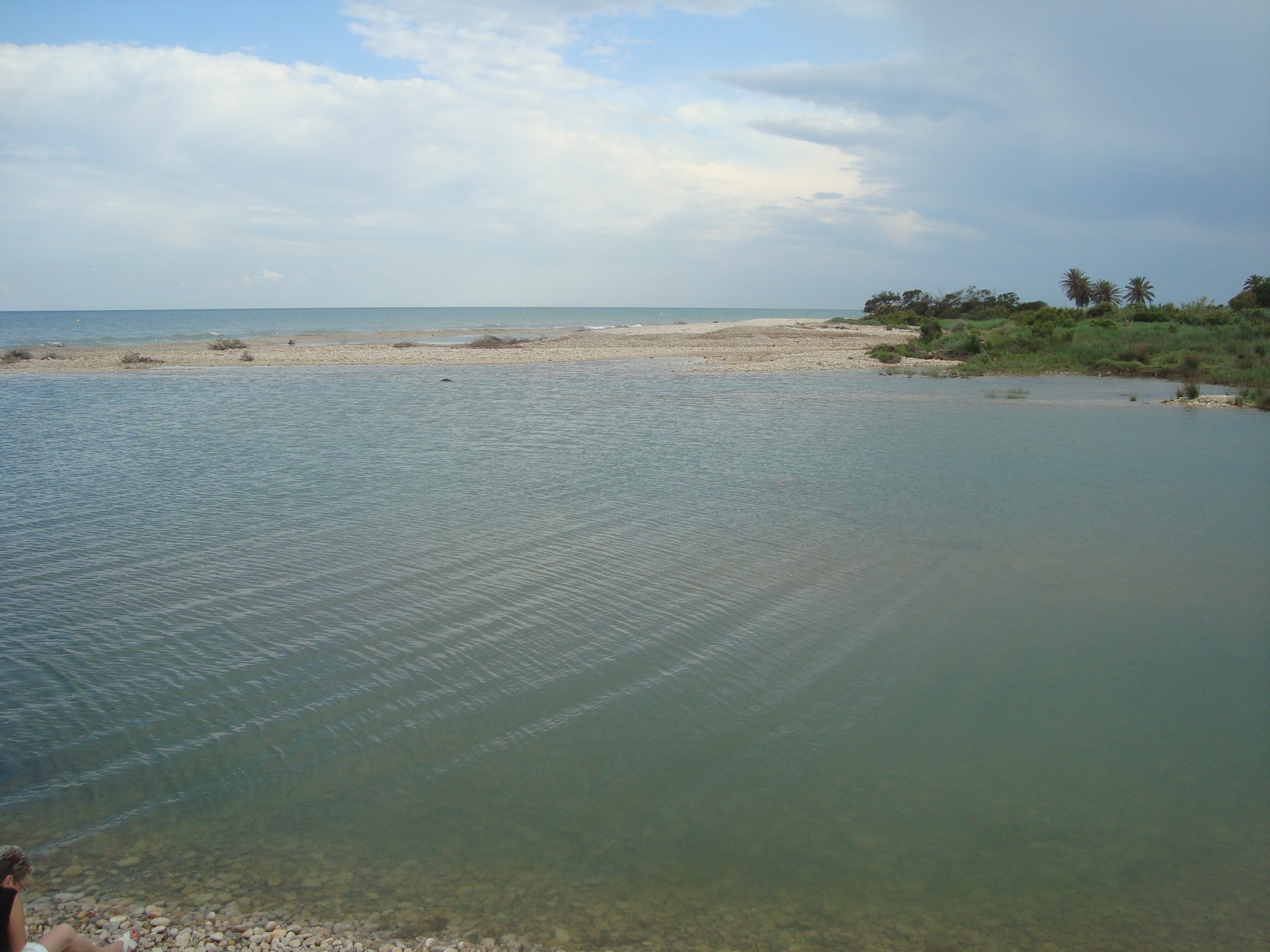
Desembocadura del río San Miguel o río Cuevas (Capicorb, Alcalá de Xivert).

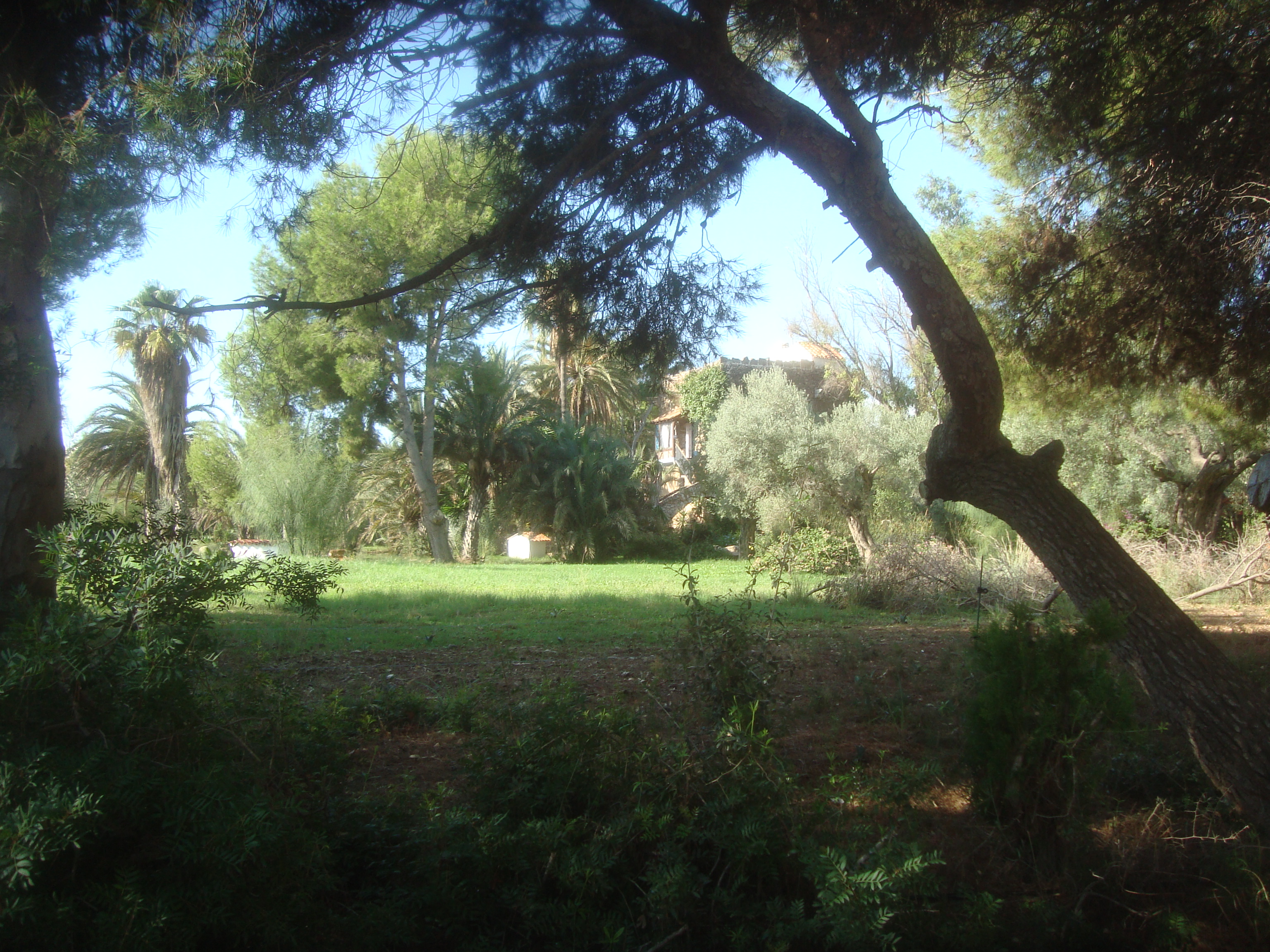
Torre vigía de Capicorb (Alcalà de Xivert).

La torre de Cap i Corb se encuentra en el caserío del mismo nombre, en el término municipal de Alcalà de Xivert (Provincia de Castellón, España). 
El castillo de Xivert tenía un nutrido grupo de torres que formaban lo que se ha dado llamar la red de alerta y vigía del castillo. Entre estas la más conocida era la de Cap i Corb. 
Existen noticias de que el comendador de la Orden de Montesa fray Luis Despuig la mandó construir el 28 de abril de 1427 en la desembocadura del río San Miguel y junto al litoral, por escritura ante Miguel Villaforta. 
Su planta es cuadrangular de 9 x 8,50 metros y su alzado es de 13 metros. Su aspecto robusto viene reforzado por la fábrica de sillería en los cuatro ángulos que conforman las paredes de cerramiento con un grosor de 2 metros cada una. 
Consta de una planta baja en la que se abre la puerta original, con arco de piedra en forma de medio punto; una planta media, con ventana sobre la vertical de la puerta anterior, y una planta superior o cubierta en la que se conservan todavía las ménsulas de la antigua corsera que tenía la torre (matacán corrido). 
También posee unos dispositivos para uso de "ballestería de trueno". Una escalera interior de caracol situada en el ángulo nordeste del edificio, permite el acceso desde la planta baja a la media y a la azotea.

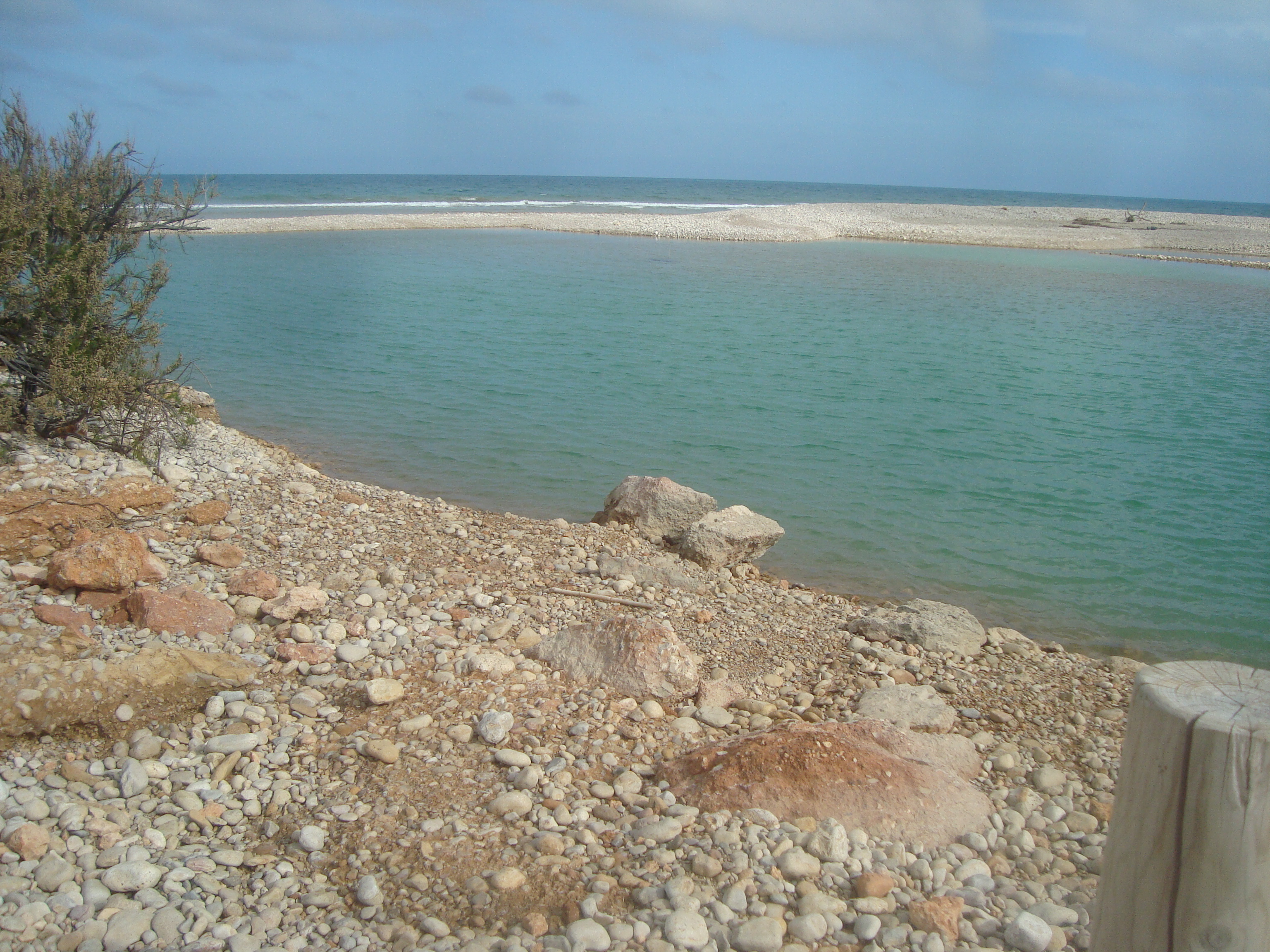
Desembocadura, delta del río de las Cuevas o río San Miguel. Humedal protegido (Capicorb, Alcalà de Xivert).

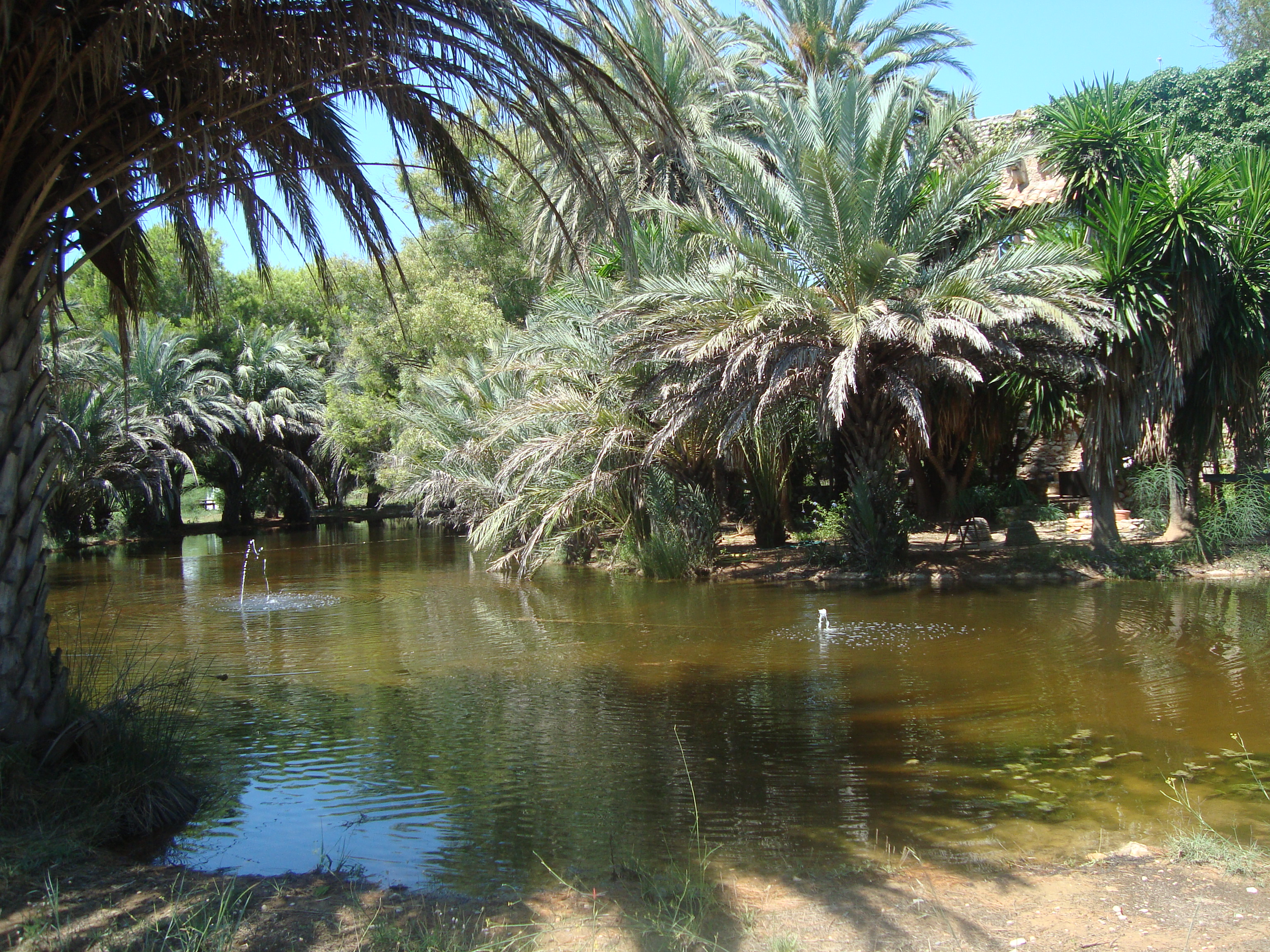
Torre vigía de Capicorb.